# Klatrat
Klatrat (kompleks klatratowy, związek klatratowy, sieć typu gość-gospodarz) – struktura nadcząsteczkowa, w której występuje regularna sieć krystaliczna jednego związku chemicznego, w lukach której nieregularnie rozmieszczone są cząsteczki innej substancji. 
Najbardziej znanymi połączeniami klatratowymi są połączenia wody z helowcami (gazami szlachetnymi) oraz wody z metanem.
Klatraty może tworzyć też np. hydrochinon, który potrafi "wchłonąć" siarkowodór, dwutlenek siarki, cyjanowodór i chlorowodór.
Klatraty stanowią rodzaj szerszej grupy tego rodzaju struktur nadcząsteczkowych, nazywających się wspólnie klasterami.
Istotnym skutkiem ocieplenia klimatu może być uwolnienie dużych ilości metanu, wydzielającego się na skutek termicznego rozkładu klatratu metanu.

## Warunki istnienia klatratu
- odpowiednie wymiary cząsteczek gazu, pasujące do wielkości klatek;
- odpowiedni zakres ciśnienia i temperatury – tylko wówczas połączenia te są trwałe.

Jeżeli warunki te nie są spełnione klatrat ulega szybkiemu rozkładowi.

## Występowanie
Klatraty otrzymywane są w warunkach laboratoryjnych. Ze względu na dość wąski zakres temperatur i ciśnień, w których tworzą trwałe struktury, nie są one bardzo powszechne w przyrodzie w warunkach ziemskich. Na Ziemi najczęściej występują klatraty metanowe – na dnie oceanów i w trwale zamarzniętym gruncie. Prawdopodobne jest ich występowanie na innych ciałach Układu Słonecznego. Głównymi kandydatami są tu Mars i niektóre księżyce Jowisza oraz Saturna.